# Universität Bordeaux Montaigne
Die Universität Bordeaux Montaigne (französisch: Université Bordeaux Montaigne) ist eine von ehemals vier Universitäten der französischen Stadt Bordeaux. Sie wurde 1970 als Université Bordeaux-III gegründeten und 1990 in Erinnerung an Michel de Montaigne in „Université Michel de Montaigne Bordeaux III“ umbenannt. Am 12. März 2014 wurde der Name auf „Université Bordeaux Montaigne“ verkürzt, nachdem die anderen drei Hochschulen der Stadt zur „Université de Bordeaux“ vereinigt wurden.

## Bekannte Absolventen
- Thomas Bierschenk (* 1951), Ethnologe und Soziologe
- Chaïbou Dan Inna (* 1952), Theaterwissenschaftler, Dramatiker und Politiker
- Nafissatou Dia Diouf (* 1973), Autorin
- Jens Ivo Engels (* 1971), Historiker
- Jean-Claude Golvin (* 1942), Architekt, Archäologe und Ägyptologe
- Andreas Gutsfeld (* 1957), Althistoriker
- Karen Horn (* 1966), Wirtschaftsjournalistin und Publizistin
- Kokou Henri Motcho (* 1959), Geograph
- Marc Orlando (* 1968), Konferenzdolmetscher und Übersetzer
- Nina Pauer (* 1982), Journalistin und Autorin
- Inga Claudia Römer (* 1978), Philosophin
- Simplice Sarandji (* 1955), Politiker
- Wolfgang Schmale (* 1956), Historiker
- Burghart Schmidt (* 1962), Historiker
- Gabriele Weigand (* 1953), Erziehungswissenschaftlerin
- Margarete Zimmermann (* 1949), Romanistin

## Bekannte Professoren und Dozenten
- Marie-Bernadette Dufourcet (* 1956), Musikwissenschaftlerin und Organistin
- Pauline Valade (* 1987)